# Horstmannsches Schlatt
Das Horstmannsche Schlatt ist ein Schlatt (Kleingewässer) in der Barnstorf-Drentweder Heide im niedersächsischen Landkreis Diepholz. Es liegt 2 km südlich von Ridderade, einem Ortsteil von Twistringen, und 2 km östlich von Drentwede genau auf der Grenze zwischen Twistringen und der Samtgemeinde Barnstorf. In dem etwa 220 Meter langen und maximal etwa 140 Meter breiten Schlatt, in dessen westlichem Bereich (maximal 1 km entfernt) sich noch 7 kleinere Tümpel befinden, kommen an Amphibien Moorfrosch, Knoblauchkröte und Kreuzkröte vor. An besonderen Pflanzen sind es der Gewöhnliche Wassernabel (Hydrocotyle vulgaris), eine Sumpfpflanze, und der Wolfstrapp.